# Микола
Мико́ла — українське чоловіче особове ім'я.

## Варіанти імені
- Миколай, Микула, Коля
- Скорочено, пестливо:  Микольцьо
- По батькові: Миколаївна, Миколайович.

### Іншими мовами
- албанською: Nikolla
- алтайською: Муклай
- англійською: Nicholas, Nicolas, застаріле Nicol; скорочено: Nicky (чоловіче та жіноче), Nicki (частіше жіноче), Nick (чоловіче), Nikki (жіноче), Nic (скорочено від Nicolas або Nicole)
- білоруською: Мікалай
- болгарською: Никола (скорочено: Кольо), Николай (скорочено: Ники)
- бретонською: Nikolaz
- валлонською: Nicolai
- вірменською: Նիկողոս (Nikołos)
- данською: Niels, Nikolaj, Nikolai, Nicolai
- грецькою: Νικόλαος (скорочено: Νίκος)
- грузинською: ნიკოლოზ (Nikoloz)
- есперанто: Nikolao
- естонською: Niguliste
- ірландською: Níoclas
- ісландською: Nikulás
- іспанською: Nicolás (скорочено: Nico)
- італійською: Nicola, Niccolò
- калмицькою: Микуля
- каталанською: Nicolau, Micolau
- кельтською: Neacail
- латиною: Nicolaus
- латиською: Nikolajs
- литовською: Mikalojus, Mikas
- лігурійською: Nichioso
- марійською: Николай
- нідерландською: Nicolaas, Niklaas
- німецькою: Nikolaus (скорочено: Niki; швейцарське скорочено: Niggi), Niklaus, Niklas
- норвезькою: Nils
- нормандською: Nic'lesse
- п'ємонтською: Nicòla
- польською: Mikołaj; diminutive: Mikołajek, Mikuś
- португальською: Nicolau
- російською: Николай (скорочено: Коля)
- румунською: Nicolae
- сардинською: Nigola
- словацькою: Mikuláš
- словенською: Nikolaj
- сербською: Никола / Nikola
- суахілі: Nikolasi
- турецькою: Nikolaos
- угорською: Miklós
- фінською: Niilo
- французькою: Nicolas (скорочено: Nico)
- хорватською: Nikola
- чеською: Mikuláš
- чуваською: Микулай
- шведською: Nils, Niklas
- шотландською: Nicol (скорочено: Col, Colin)
- якутською: Ньукулай

### Жіночі форми імені
- Ніколь
- Ніколіна

## Відомі носії

#### Святі
- Св. Миколай Мирлікійський
  - Святий Миколай — святковий персонаж, якого ототожнюють з образом Миколая Чудотворця
- Св. Миколай Толентинський (1245—1305) — італійський монах, проповідник
- Св. Миколай Транійський, італ. Nicola Pellegrino — патрон міста Трані (Італія)
- Св. Миколай Флюелійський, нім. Niklaus von Flüe (1417—1487) — швейцарський єреміт, містик та аскет

#### Релігійні діячі
- Миколай Святитель
- Миколай (митрополит УАПЦ)
- Микола Петро Лучок єпископ-помічник Мукачівської Дієцезії Римсько Католицької Церкви

#### Політичні діячі
- Микола Іванович Міхновський (1873—1924) — засновник українського націоналізму.
- Микола Орестович Сціборський (псевдо Рокош, Житомирський, Органський; 1898—1941) — головний ідеолог ОУН.

#### Володарі (роки правління)
Папи Римські:
- Микола I (858—867)
- Микола II (1058—1061)
- Микола III (1277—1280)
- Микола IV (1288—1292)
- Микола V (1447—1455)

Патріархи Константинопольські:
- Микола I Містик (893—906) та (912—925)
- Микола II Хризоверґ (984—996)
- Микола III Граматик (1084—1111)
- Микола IV Музалон (1147—1151)

Царі:
- Микола I (1825—1855) російський імператор
- Микола II (1894—1917) останній російський імператор

Королі:
- Микола I Петрович (1910—1918) король Чорногорії

### У науці
- Миколай Копернік (1473—1543) — польський астроном та математик, фізик, правник, дипломат, економіст, канонік та лікар. Автор геліоцентричної теорії побудови Сонячної системи.
- Микола Кузанський (1401—1464) — німецький філософ, юрист і математик.
- Ніклас Луманн (1927—1998) — німецький соціолог.
- Нікколо Макіавеллі (1469—1527) — державний секретар Флоренції, політични мислитель.
- Нікола Тесла (1856—1943) — американський фізик сербського походження.
- Ніколаос Платон (1909—1992) — грецький археолог.
- Микола Миколайович Миклухо-Маклай (1846—1888) — російський етнограф та географ украïнського походження.

### У мистецтві
- Микола Дмитрович Леонтович (*1877 — †1921) — український композитор.
- Микола Віталійович Лисенко (*1842 — †1912) — український композитор, піаніст, диригент, педагог, збирач пісенного фольклору, громадський діяч.
- Микола Степанович Вінграновський (*1936 — †2004) — український письменник-шістдесятник, режисер, актор, сценарист і поет.
- Микола Гоголь (*1809 —†1852) — російсько-український письменник з відомого українського роду Гоголів-Яновських. Також був завзятим етнографом і збирачем українського фольклору.